# Fuerzas Armadas Revolucionarias (México)
Las Fuerzas Armadas Revolucionarias (FAR), fue un grupo insurgente de México. Fundado por Carmelo Cortés, surgió como una escisión del Partido de los Pobres (PDLP) continuando con la lucha armada en el interior del país.

## Historia
El grupo fue fundado por Carmelo Cortes (16 de julio de 1939, Átoyac) antes de formar al grupo ya había tenido experiencias guerrilleras con el Brigada Campesina de Ajusticiamiento (resaltando un asalto bancario en 1971 y como en 1972 se escapo de la Penitenciaria del Estado de Guerrero. El 18 de mayo de 1973 fue expulsado del Partido de los Pobres por haber tenido relaciones sexuales con la esposa de un compañero.
También lo integraron miembros del Grupo 23 de Septiembre. Realizaron asaltos y secuestros entre ellos el más importante fue el de la empresaria Margarita Saad el 31 de agosto de 1974, a la cual ejecutaron la señora Saad ahorcándola con un cable. Después de los arrestos, en 1975 las autoridades confirmaron la muerte en cautiverio de Carmelo Cortes.

### Desaparición forzada a miembros de las FAR
El 3 de febrero de 1976 fueron arrestadas en el Estado de México y llevados a Acapulco, Guerrero Aurora de la Paz Navarro del Campo (líder de las FAR) y Teresa Torres de Mena, desconociéndose su destino en meses posteriores, y únicamente sabiendo que estaban bajo custodia por elementos de la policía militar. En años posteriores activistas y familiares de las víctimas se han pronunciado por la desaparición de Aurora de la Paz, Teresa Torres y Carmelo Cortes.
No fue  hasta el año 2018 cuando un tribunal pidió que la desaparición de Aurora de la Paz Navarro del Campo y Teresa Torres de Mena fuese debidamente investigado, resaltando la neutralidad y sin tomar en cuenta el contexto de graves violaciones a los derechos humanos de la época de la guerra sucia.